# Marco Fassinotti
Marco Fassinotti (ur. 29 kwietnia 1989 w Turynie) – włoski lekkoatleta specjalizujący się w skoku wzwyż.
Jego pierwszą międzynarodową imprezą rangi mistrzowskiej były mistrzostwa świata juniorów w Bydgoszczy, podczas których zajął 6. miejsce (2008). Rok później był czwarty na uniwersjadzie w Belgradzie oraz uplasował się na szóstym miejscu młodzieżowych mistrzostw Europy. Dziewiąty zawodnik europejskiego czempionatu w Barcelonie (2010). Rok później osiągnął finał młodzieżowych mistrzostw Europy oraz uniwersjady. W 2014 zajął 6. miejsce podczas halowych mistrzostw świata w Sopocie oraz był siódmy na mistrzostwach Europy w Zurychu.
Złoty medalista mistrzostw Włoch.
Rekordy życiowe: stadion – 2,33 (11 czerwca 2015, Oslo); hala – 2,35 (4 lutego 2016, Bańska Bystrzyca). Ten drugi był przez 9 dni halowym rekordem Włoch.

## Osiągnięcia
| Rok  | Impreza                                 | Miejsce    | Lokata            | Wynik (m) |
| ---- | --------------------------------------- | ---------- | ----------------- | --------- |
| 2008 | Mistrzostwa świata juniorów             | Bydgoszcz  | 6. miejsce        | 2,13      |
| 2009 | Uniwersjada                             | Belgrad    | 4. miejsce        | 2,20      |
| 2009 | Młodzieżowe mistrzostwa Europy          | Kowno      | 6. miejsce        | 2,21      |
| 2010 | Mistrzostwa Europy                      | Barcelona  | 9. miejsce        | 2,23      |
| 2011 | Młodzieżowe mistrzostwa Europy          | Ostrawa    | 5. miejsce        | 2,21      |
| 2011 | Uniwersjada                             | Shenzhen   | 12. miejsce       | 2,18      |
| 2013 | Halowe mistrzostwa Europy               | Göteborg   | el. – 13. miejsce | 2,23      |
| 2014 | Halowe mistrzostwa świata               | Sopot      | 6. miejsce        | 2,29      |
| 2014 | Mistrzostwa Europy                      | Zurych     | 7. miejsce        | 2,26      |
| 2015 | Superliga drużynowych mistrzostw Europy | Czeboksary | 2. miejsce        | 2,28      |
| 2016 | Halowe mistrzostwa świata               | Portland   | 9. miejsce        | 2,25      |
| 2017 | Superliga drużynowych mistrzostw Europy | Lille      | 2. miejsce        | 2,22      |
| 2017 | Uniwersjada                             | Tajpej     | 2. miejsce        | 2,29      |
| 2018 | Igrzyska śródziemnomorskie              | Tarragona  | 3. miejsce        | 2,23      |
| 2018 | Mistrzostwa Europy                      | Berlin     | el. – 13. miejsce | 2,21      |
| 2022 | Igrzyska śródziemnomorskie              | Oran       | 7. miejsce        | 2,19      |
| 2022 | Mistrzostwa świata                      | Eugene     | el. – 16. miejsce | 2,25      |
| 2022 | Mistrzostwa Europy                      | Monachium  | –                 | NM        |
| 2023 | Halowe mistrzostwa Europy               | Stambuł    | 8. miejsce        | 2,15      |
| 2023 | Mistrzostwa świata                      | Budapeszt  | 12. miejsce       | 2,20      |
| 2024 | Mistrzostwa Europy                      | Rzym       | el. – 20. miejsce | 2,17      |